# V774104
V774104 es un objeto transneptuniano situado a 103 AU (1.54×1010 km; 9.6×109 mi) del Sol y es la mitad del tamaño de Plutón. A esta distancia se le considera el objeto observado más lejano del sistema solar. Su arco de observación solo ha sido de 2 semanas y aún no se ha podido determinar correctamente su órbita, aunque es posible que sea de la misma familia de objetos que (90377) Sedna.
Fue descubierto por el telescopio japonés Telescopio Subaru el 28 de noviembre de 2015.